# Sky Atlantic
A Sky Atlantic egy brit televíziós csatorna, mely a Sky plc tulajdonában van. A csatorna kizárólag az Egyesült Királyságban és Írországban sugároz SDTV, HDTV, és UHD 4K képformátumban. A német változata Ausztriában, Németországban, valamint az olasz verzió Olaszországban elérhető.

## Előzmények
A Sky Atlantic 2011. február 1-jén indult Írországban, és az Egyesült Királyságban.
A csatorna szabványos felbontásban indult, de létezik a Sky Atlantic HD is. Stuart Murphy igazgatja ezen a csatornán kívül a Sky One, Sky Two csatornákat is.
A csatornát a Sky ügyfelek az On Demand és Sky Go szolgáltatásokon belül érhetik el. A Virgin Media viszont a magas díjszabás miatt nem tudott megállapodni a csatorna továbbításáról.
2010. október 25.-én bejelentették, hogy a Sky Atlantic elérhető a Sky 108-as csatornán, melyet korábban a Sky 3 foglalt. Ez a változat HD felbontásban nézhető. A standard változat a 808-as csatornán érhető el.

## Sky Atlantic +1
A Sky Atlantic +1 egy órás csúszással sugározza az eredeti Atlantic műsorát. A csatorna a 170-es programhelyen érhető el, miután a Sky 3D megszűnt. A Sky Living pedig Real Lives, a Sky Arts 1 és Sky Arts 2 összevonása után Sky Arts néven sugárzott tovább. A csatorna 2017. július 18-án a 217. csatornára költözött a Sky Sports újratervezésének részeként, mely a Sky Sports Mixet is tartalmazz. 2018. május 1-én ismét nagyszabású átszervezés történt a Sky részéről, így több csatorna újraszervezése történt.

## Műsorok
A csatorna 50%-ban a HBO programjaiból válogat, melyben megtalőálhatóak amerikai műsorok, drámák, vígjátékok és filmek. 2016 januárjában a Sky kiterjesztette portfólióját, miután megvásárolta a Showtime kizárólagos jogát.